# Cucullia lobnorica
Cucullia lobnorica là một loài bướm đêm trong họ Noctuidae.